# Naryn
Naryn (rusky Нарын) je řeka v Kyrgyzstánu (oblasti Džalalabadská a Narynská) a v Uzbekistánu (Namanganský, Andižanský vilaját). Je pravou zdrojnicí Syrdarji. Její délka činí 807 km. Povodí má rozlohu 59 100 km².

## Průběh toku
Zdrojem vody jí jsou ledovce Centrálního Ťan-Šanu. Nad ústím řeky Malý Naryn se také nazývá Velký Naryn. Teče mezihorskou kotlinou místy velmi úzkými soutěskami. Zprava přijímá Kjokjomeren a zleva (Atbaši a Alabuku).

## Vodní režim
Zdroj vody je sněhovo-ledovcový na horním toku ledovcovo-sněhový. Průměrný dlouhodobý průtok je 429 m³/s u Učkurganu (40 km od ústí) a maximální dosahuje 2 880 m³/s. Nejvyšší vodní stavy jsou v květnu. V zimě se vytváří břehový led a ledová tříšť.

## Využití
Využívá se především na zavlažování půdy ve Ferganské dolině. Z Narynu odtéká Velký Ferganský kanál. Na řece byly vybudovány hydroelekrárny, za jejichž hrázemi vznikly Učkurganská a Toktogulská přehrada. Protéká městy Naryn, Taš-Kumyr, Učkurgan.